# Krasîlivka, Stavîșce
Krasîlivka (în ucraineană Красилівка) este o comună în raionul Stavîșce, regiunea Kiev, Ucraina, formată numai din satul de reședință.

## Demografie
Componența lingvistică a comunei Krasîlivka
     Ucraineană (98,51%)
     Alte limbi (1,19%)
Conform recensământului din 2001, majoritatea populației comunei Krasîlivka era vorbitoare de ucraineană (98,51%), existând în minoritate și vorbitori de alte limbi.